# Personkrets 3:1
För det svenska hardcorebandet, se Personkrets 3:1 (musikgrupp).
Personkrets 3:1 är en pjäs av Lars Norén som handlar om de utslagna i samhället. Pjäsen har satts upp som TV-uppsättning 1998 i regi av Arn-Henrik Blomqvist.
Personkrets 3:1 syftar på begreppet personkrets 3 i LSS, som omfattar Personer med andra varaktiga fysiska eller psykiska funktionsnedsättningar som uppenbart inte beror på normalt åldrande, om de är stora och förorsakar betydande svårigheter i den dagliga livsföringen och därmed ett omfattande behov av stöd eller service.